# دانیل بالارد
دانیل بالارد (انگلیسی: Daniel Ballard؛ زادهٔ ۲۲ سپتامبر ۱۹۹۹) بازیکن فوتبال اهل بریتانیا است.
از باشگاه‌هایی که در آن بازی کرده‌است می‌توان به باشگاه فوتبال سوئیندون تاون، باشگاه فوتبال بلکپول، باشگاه فوتبال آرسنال، و باشگاه فوتبال میلوال اشاره کرد.
وی همچنین در تیم‌های ملی فوتبال Northern Ireland national under-18 football team، زیر ۲۱ سال ایرلند شمالی، و ایرلند شمالی بازی کرده‌است.